# Rabdite
Los rabdites son un tipo de rabdoides producidos en las células glandulares del parénquima de algunos grupos de turbelarios.

## Función
Su función principal consiste en secretar moco para proteger al organismo de la desecación y de ciertos predadores. 
Los rabdites migran por espacios intercelulares hasta alcanzar la epidermis.
En algunas especies de turbelarios, los rabdites podrían estar involucrados en la liberación de sustancias tóxicas defensivas.